# Brno-Židenice (železniční zastávka)
Brno-Židenice jsou odbočka s železniční zastávkou v Brně. Zastávka je součástí příměstské železniční dopravy, ale zastavují zde i mezinárodní vlakové spoje společnosti RegioJet. Poblíž zastávky se nachází terminál pro městské (DPMB) a příměstské autobusy (IDS JMK).

## Popis odbočky
Do odbočky jsou zaústěny od jihu celkem čtyři traťové koleje (dvě od Brno hlavní nádraží a dvě od odbočky Brno-Černovice zhlaví Táborská) a od severu sedm traťových kolejí směrem od Brno-Maloměřice (přičemž tři koleje vedou přímo do tohoto seřaďovacího nádraží, dvě koleje patří trati do Havlíčkova Brodu a dvě trati do České Třebové. Dvě ostrovní nástupiště zastávky jsou vybudována u kolejí na Havlíčkův Brod a Českou Třebovou, jedno vnější nástupiště leží u koleje č. 6 (přímo u nádražní budovy), ze které je možné jet na všechny traťové koleje jiždním směrem, na sever lze pokračovat pouze přes seřaďovací nádraží Brno-Maloměřice.
Do odbočky je zaústěno několik vleček:
- Posvitavský vlečkový systém Správy železnic, ze kterého pak dále odbočují vlečky Škrobárna Reality, ŠMERAL Brno, Teplárny Brno – provoz Špitálka a Mosilana.
- Zbrojovka Brno (vlečka mimo provoz, koleje v areálu vytrhány)

## Železniční zastávka

### Příměstská železniční doprava
Zastavují zde vlaky následujících linek zaintegrovaných do IDS JMK:
- Linka S2: Březová nad Svitavou – Křenovice horní nádraží

- Linka S3: Žďár nad Sázavou – Židlochovice / Hustopeče u Brna

- Linka S6: Brno hlavní nádraží – Veselí nad Moravou – Uherské Hradiště

### Dálková železniční doprava
Dálkovou železniční dopravu zde zajišťuje společnost RegioJet. Vlaky společnosti RegioJet zastavující v Židenicích jezdí směr: Praha–Brno, Praha–Bratislava a Praha–Vídeň–Budapešť.

## Autobusový terminál Židenice nádraží

### Městská hromadná doprava

#### Tramvajové linky
Židenické nádraží je obsluhováno tramvajemi přes zastávku Kuldova, přes kterou jezdí tramvajové linky 2 a 3. Linka číslo 2 jede ze Staré osady přes Hlavní nádraží, Nové sady, (– Ústřední hřbitov), Moravanské lány do Modřic. V centru města má 3 zastávky: Malinovského náměstí, Hlavní nádraží a Nové sady.
Linka 3 vede ze Staré osady přes Moravské náměstí, Žabovřesky, Komín, Přístaviště na Bystrc Rakoveckou. 

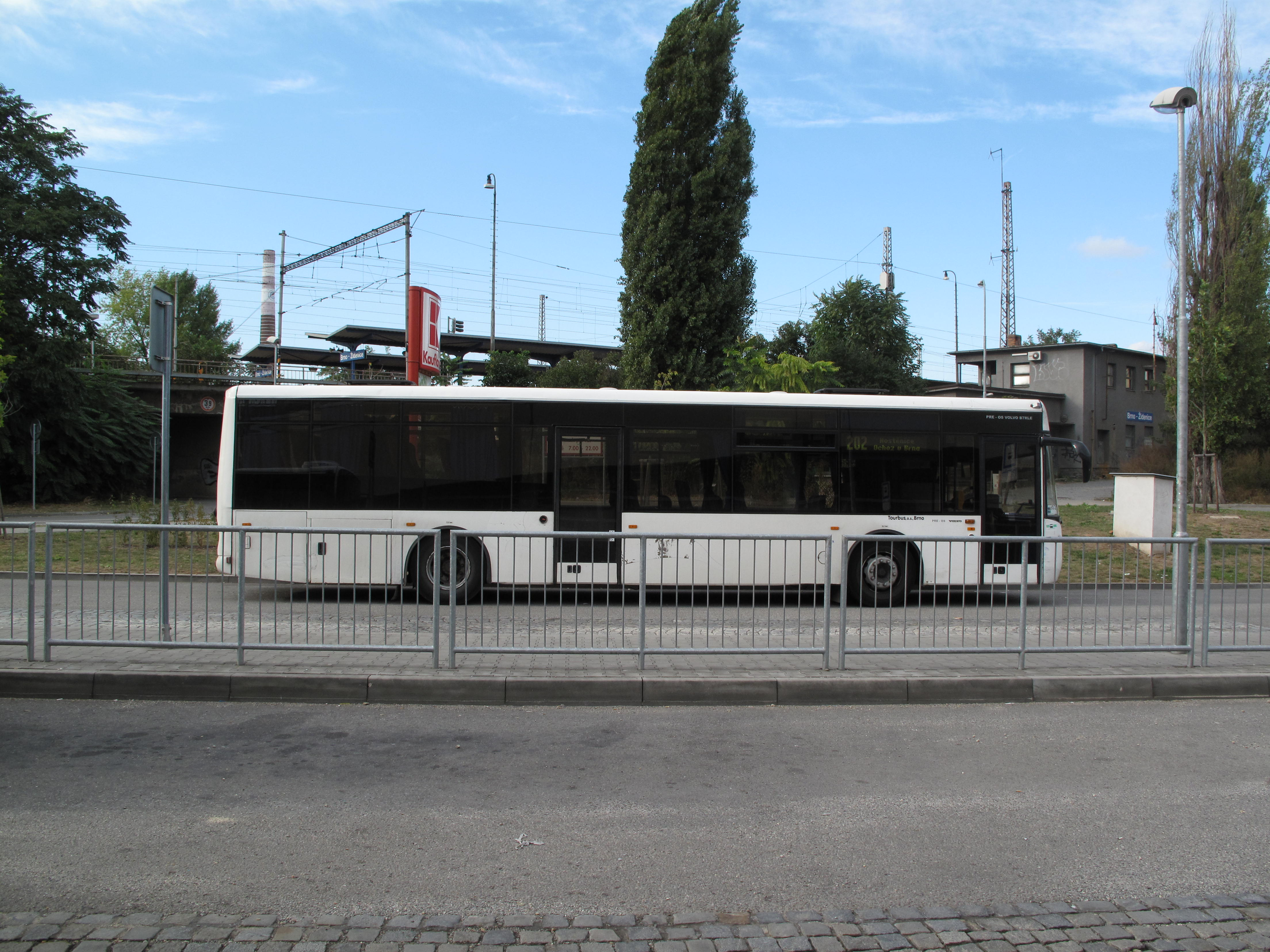
Autobusová stanice před železniční zastávkou

Provoz obou linek zajišťuje DPMB.

#### Autobusové linky
Před nádražní budovou se nachází autobusový terminál Židenice nádraží, odkud jezdí mnoho autobusových linek MHD: 55, 58, 64, 78 a E75 (a noční spoje N97 a N99). Všechny linky spojují židenické nádraží s okrajovými částmi Brna (Tuřany, Chrlice, Líšeň, Vinohrady, Slatina a Maloměřice a Obřany) nebo s nákupními centry v Modřicích (Olympia, Decathlon, OBI). Provoz zajišťuje DPMB.

### Příměstské autobusy
Na autobusovém terminále Židenice nádraží zastavují i příměstské (regionální) autobusy linky 201. Linka 201 vede z Židenic přes Starou osadu, Ochoz u Brna, Březinu, Křtiny, Habrůvku do Jedovnic. Prochází zónami 100, 101, 210, 220 a 232. Provoz zajišťuje ČAD Blansko.
Zastavovala zde i linka 202 až do května 2021, kdy byla zrušena. Vedla z Židenic přes Líšeň Jírovu, Ochoz u Brna do Hostěnic. Procházela zónami 100, 101, 210 a 720; přepravu zajišťovala společnost BDS-BUS.

## Galerie

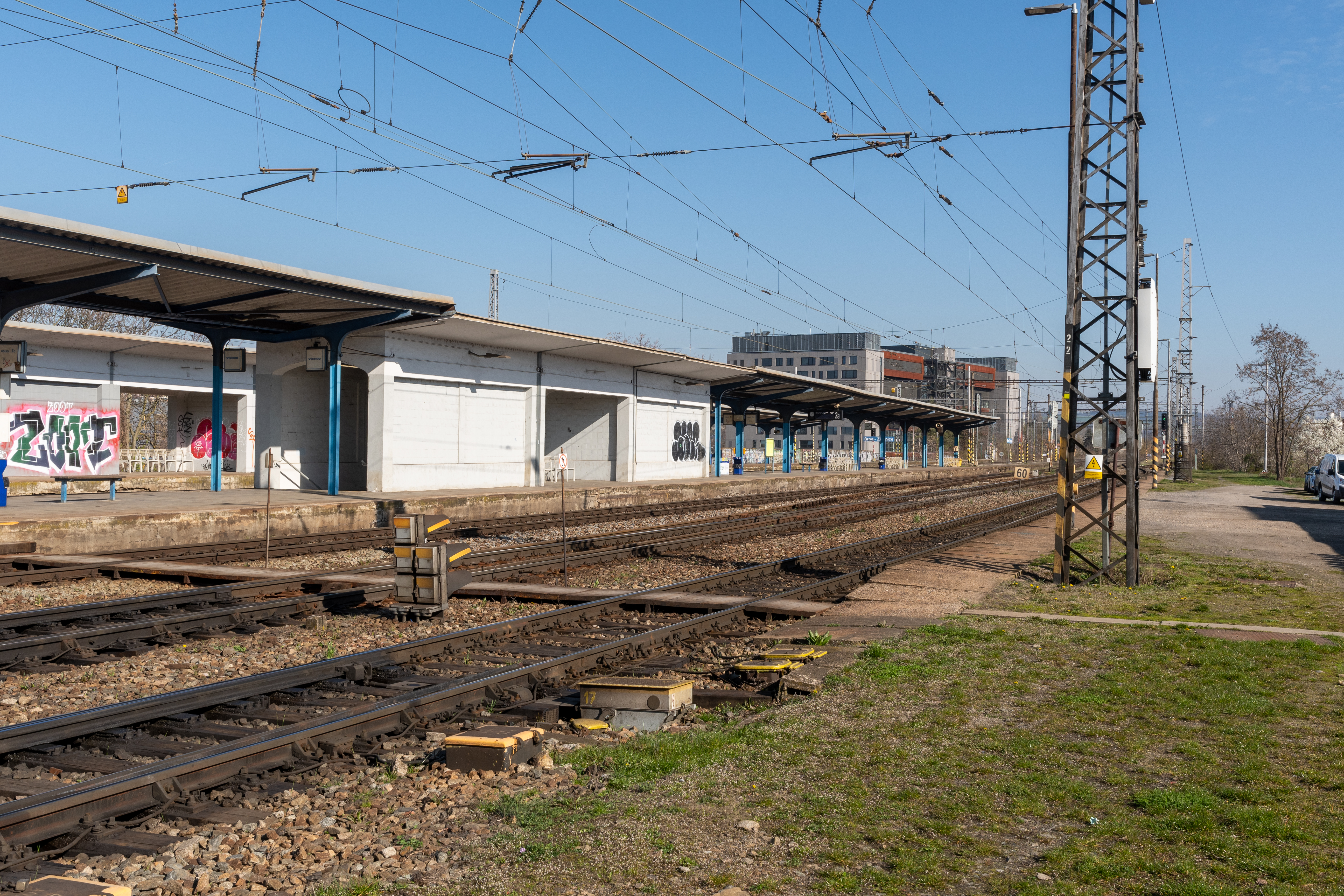
Kolejiště mezi 1. a 2. nástupištěm
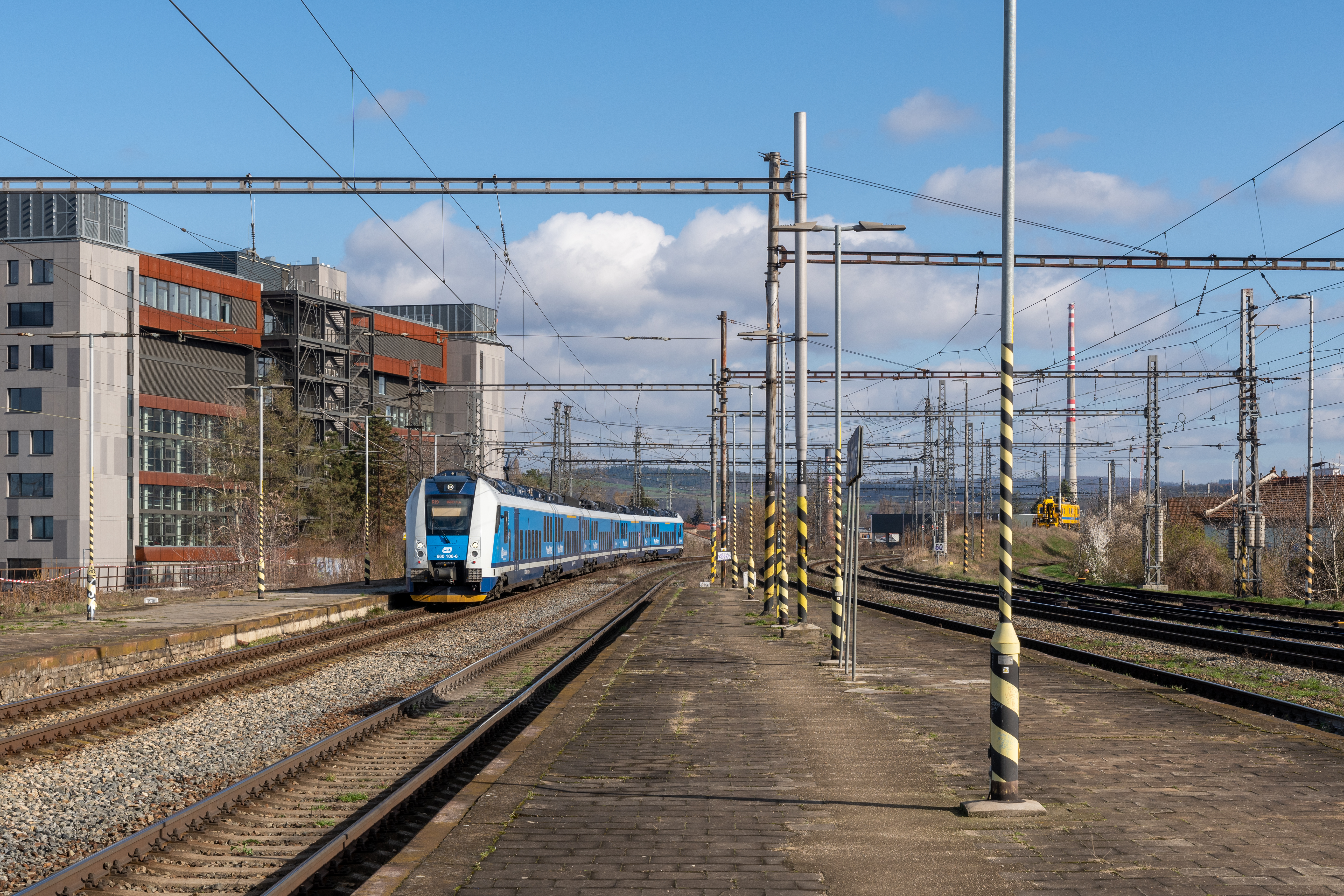
Vjezd do zastávky od severu
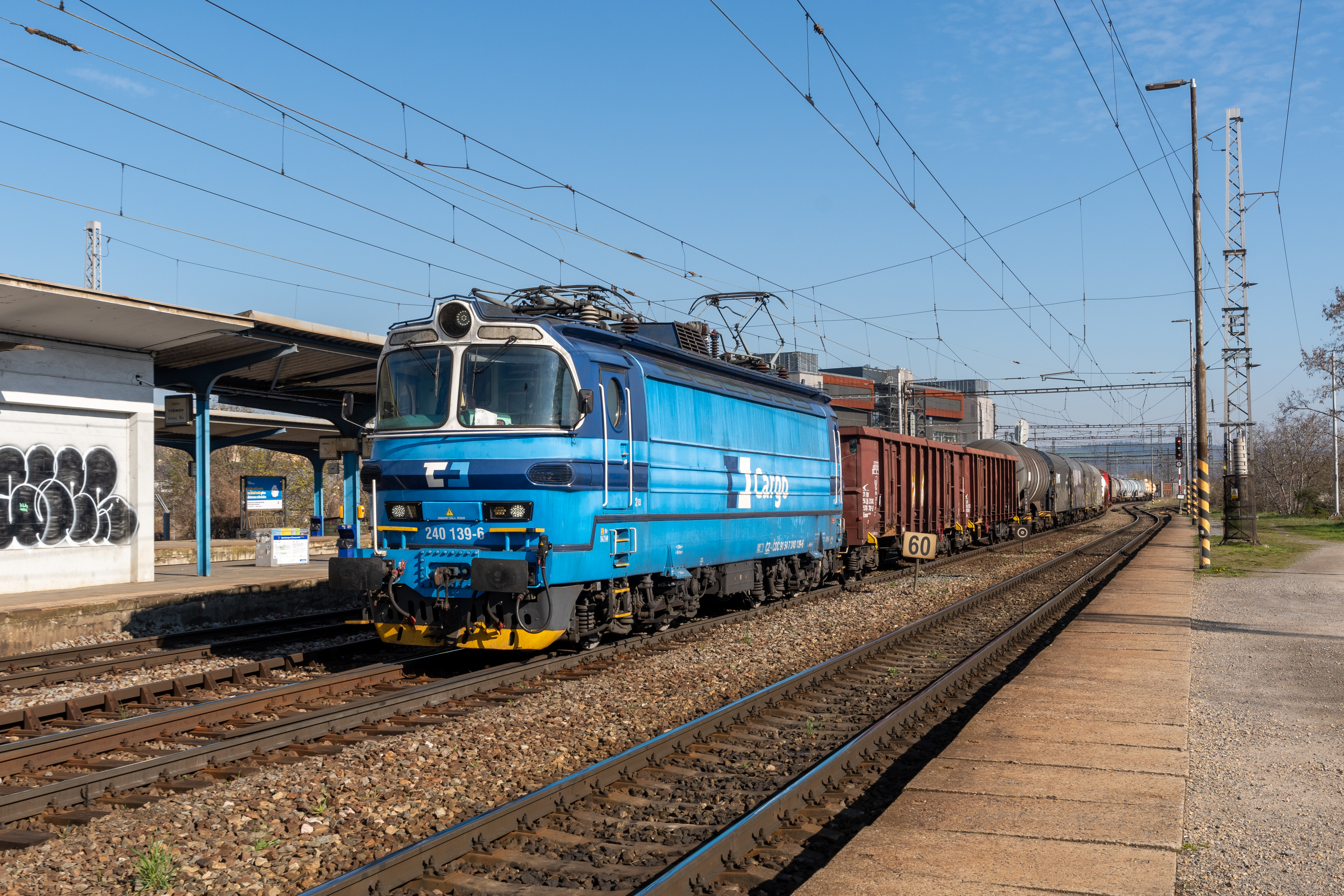
Nákladní vlak přijíždějící ze stanice Brno-Maloměřice
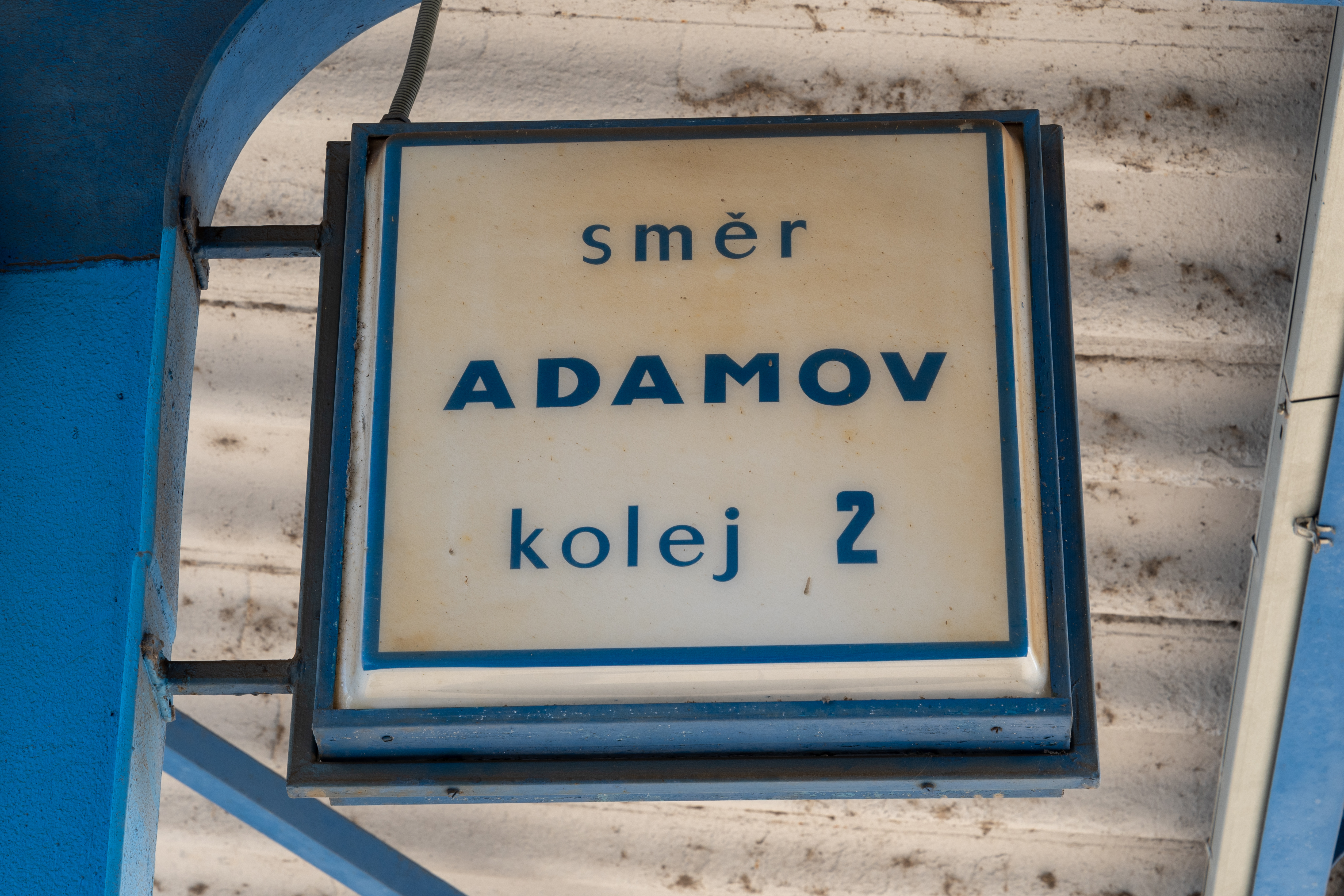
Označení koleje a pevně daného směru
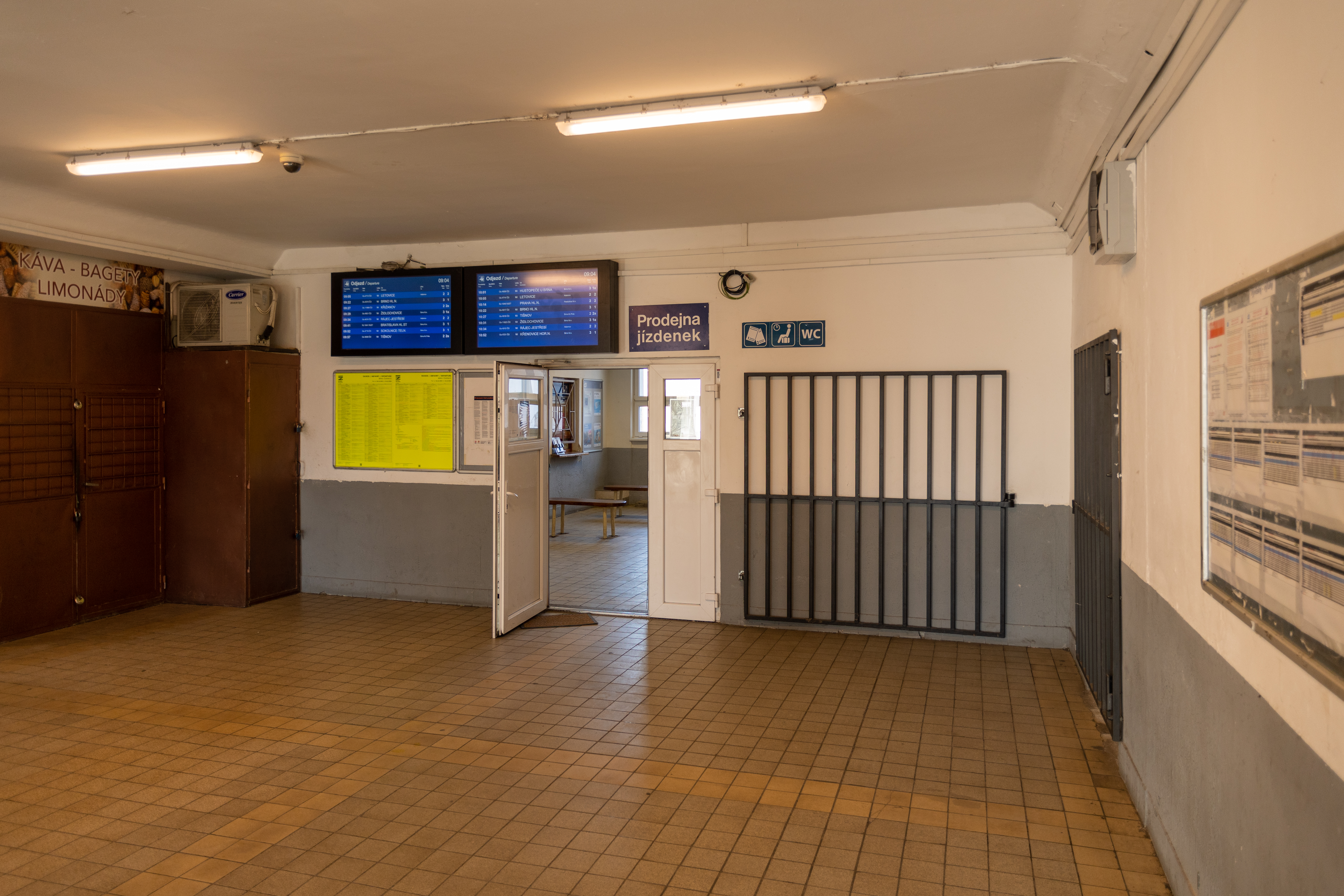
Vstupní hala s vchodem do čekárny
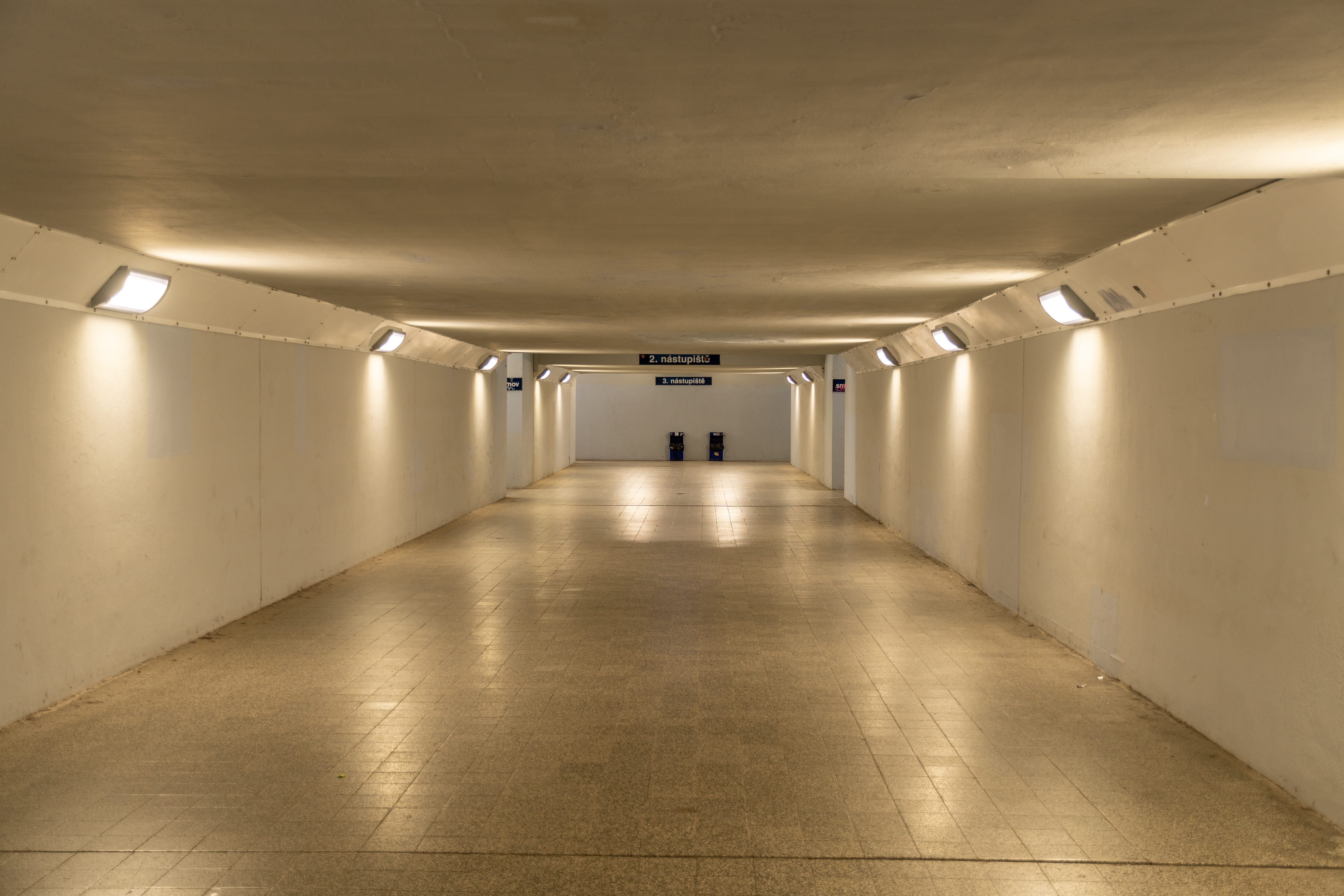
Podchod